# اوبر دو ژیوانشی
اوبر دو ژیوانشی (فرانسوی: Hubert de Givenchy‎؛ تلفظ: [ybɛʁ də ʒivɑ̃ʃi]؛ زاده ۲۰ فوریهٔ ۱۹۲۷، درگذشته ۱۰ مارس ۲۰۱۸) طراح مد فرانسوی بود، که در سال ۱۹۵۲ شرکت ژیوانشی را تأسیس کرد.
ژیوانشی برای بیش از نیم سده نماد شیک‌پوشی و ظرافت جهان مد در پاریس بود.

## زندگی حرفه‌ای

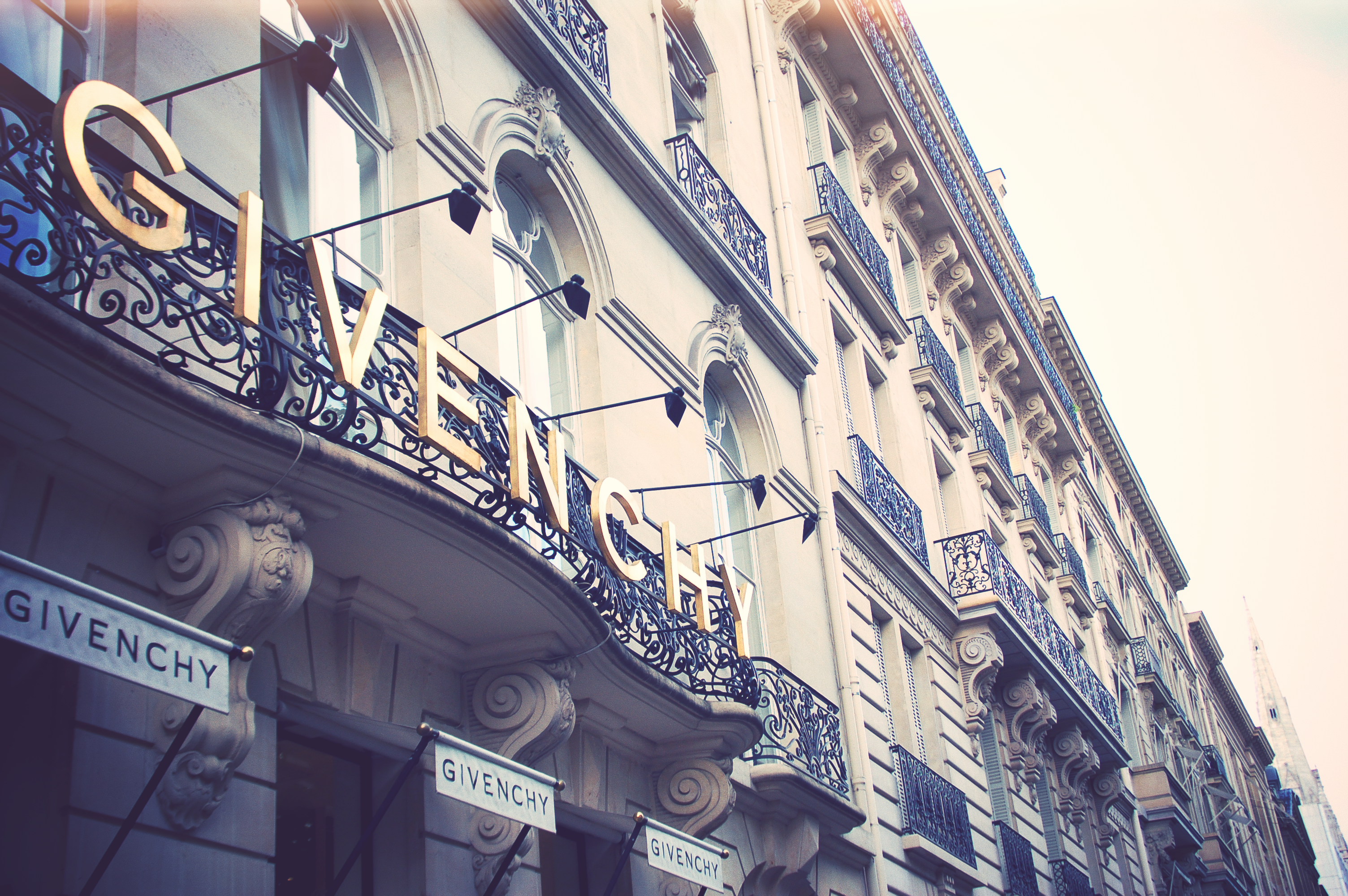
خانه ی ژیوانشی.

ژیوانشی فرزند یک اشراف‌زاده‌ای بود. او پس از جنگ جهانی دوم در کنار دیگر طراحانی مانند پیر بالمن و کریستیان دیور (که در آن زمان ناشناخته بودند) آغاز به کار کرد. او تا پیش از بازگشایی مزون خود در سال ۱۹۵۲، برای السا شیاپرلی کار می‌کرد. در هنگام کار برای السا، او مفهوم بلوز، دامن، ژاکت و شلوار را به‌طور جداگانه و ترکیبی و هماهنگ تعریف کرد. پس از طراحی لباس‌های زنانه، او به سراغ طراحی و دوخت لباس‌های مردانه رفت.
ژیوانشی در نیویورک نیز موفق بود. او احتمالاً شهرت خود را مدیون طراحی لباس نمادین آدری هپبورن در صحنه آغازین فیلم صبحانه در تیفانی است که «لباس کوچک سیاه» نامیده شد. طراحی این لباس به دوستی ۴۰ ساله بین آدری هپبورن و ژیوانشی و مستحکم شدن جایگاه ژیوانشی در دنیای مد و سینما کمک انجامید. وی در طول دوران کاری خود برای ستارگان و افراد شناخته شده دیگر مانند گریس کلی و ژاکلین کندی اوناسیس (برای مراسم تشییع‌جنازه همسر خود جان اف. کندی) لباس طراحی کرد.
ژیوانشی در سال ۱۹۷۰ وارد دنیای طراحی داخلی هتل شد. از دیگر طراحی‌های داخلی او می‌توان به اتومبیل فورد کنتینانتال اشاره کرد.

## آثار
- لباس مشکی آدری هپبورن